# Десант у губі Мала Волокова
Десант у губі Мала Волокова — морська десантна операція, що була здійснена 9 — 10 жовтня 1944 року Північним флотом у перебігу Петсамо-Кіркенеської операції німецько-радянської війни.

## Планування та підготовка до операції
В часі Петсамо-Кіркенеської операції, що почалася 9 жовтня 1944 року (командуючий Карельським фронтом маршал СРСР Кирило Мерецков) передбачалася висадка десанту — бригада морської піхоти на південному березі губи Мала Волокова (фінською Maattivuono). Перед десантниками ставилося завдання зайняти плацдарм та з нього зайти в тил німецьким силам, котрі блокували радянські підрозділи на півострові Середній та спільно з наступаючими військами розбити противника.
Виділені до десанту підрозділи довгий час в резерві займалися бойовою підготовкою, рівночасно проводилася розвідка чисельності німецьких сил та інженерних споруд у планованому місці десанту. Для підтримки десанту за планом виділялося 236 літаків та 170 гармат.
Висадка десанту здійснювалася силами Північного флоту (командир — адмірал Арсеній Головко), в місці висадження тримала оборону 20-а гірська армія генерал-полковника Лотаря Рендуліча.

## Десантування
Увечері 9 жовтня загони кораблів з десантниками виходять з місць базування; біля мису Пікшуєв висаджується відволікаючий десант — 44 бійці, диверсійний загін в 195 чоловік — біля затоки Пунайнен-Лахт (мав завдання вийти до німецьких батарей на мисі Хрестовий, командир — капітан Барченко-Ємельянов).
В ніч на 10 жовтня починається висадка головних сил десанту — 63-я бригада морської піхоти — 2376 моряків під орудою полковника О. М. Крилова. До загону висадження десанту входили зокрема 11 катерів «великий мисливець», 8 патрульних катерів, 3 торпедні катери — загалом 31 катер. Прикриття та артилерійську підтримку здійснювали есмінці «Гремящий» та «Громкий». Керував операцією контр-адмірал П. П. Михайлов, командиром загону висадки був каперанг М. С. Клевенський.
Десантування здійснювалося трьома загонами — в передовому було до 700 бійців та два загони головних сил; при переході без видимих наслідків кораблі були обстріляні німецькими артилерійськими батареями.
Частина десантників через втрату орієнтації була висаджена за 4 кілометри від головного місця висадки, займають берег та виходять на плановані рубежі для наступу.
Під час висадки десанту відбувся бій з частиною німецької берегової охорони яка була майже цілком вбита завдяки даним попередньої розвідки. Втрати радянської сторони згідно донесень становили — 1 загиблий, 5 поранених. До світанку 10 жовтня було завершено висадку останнього ешелону десанту — 461 боєць.
Близько 3:30 ранку починається радянська артилерійська підготовка, о 5-й годині десант та 12-а бригада морської піхоти — наступала з півострова Середній — переходять в наступ; німецька оборона була подолана за вогневої підтримки радянських есмінців.
Ближче до середини дня німецькі сили швидким маршем починають відхід з перешийку півострова Середній, який вони займали понад 3 роки. При цьому відбувалися запеклі бої, в яких часто доходило до рукопашних сутичок, чимало рубежів та висот бралися штурмом.
В ніч на 11 жовтня перешийок Середній цілком переходить під радянський контроль; вранці десантна бригада та 12-а бригада починають наступ на Петсамо (Печенгу), 12 жовтня з боями перетинають радянський кордон.